# Laura Pavel
Laura Pavel (n. 19 octombrie 1968, Deva) este eseistă, poetă, profesor universitar român.

## Biografie
Fiica Dorei Pavel (n. Voicu), scriitoare, și a lui Eugen Pavel, filolog și istoric literar, cercetător științific. Este căsătorită cu criticul și istoricul literar Călin Teutișan. Urmează clasele primare și primele clase gimnaziale la Liceul Pedagogic din Deva, continuate cu studii liceale umaniste la Colegiul Național „Gheorghe Șincai” din Cluj (1983-1987). Licențiată a Facultății de Litere a Universității „Babeș-Bolyai” din Cluj, secția română-engleză, cu Diplomă de merit (1992). Devine preparator (1992-1995), asistent (1995-1998), apoi lector (1998-2003) la specialitățile de teoria dramei și teatrologie de la Catedra de teatru a aceleiași facultăți. Din 2004, a fost conferențiar dr. la Facultatea de Teatru și Film a Universității „Babeș-Bolyai”, la specialitățile istoria teatrului universal, antropologie teatrală, artele spectacolului și studii culturale, Performance Theory, precum și director al Departamentului de Teatru, iar ulterior al Școlii Doctorale. În 2013 a obținut atestatul de abilitare și calitatea de conducător de doctorat, iar în 2014 a devenit profesor universitar. A făcut parte din gruparea revistei „Echinox”. Bursieră la Universitatea Liberă din Bruxelles (1993), Universitatea Indiana din Bloomington (1997) și la Universitatea din Amsterdam (2000). Doctor în filologie cu teza Eugène Ionesco sau experiența nesupunerii (2002). Debutul absolut cu poezie în revista „Tribuna” (1984), iar cu cronică literară și proză scurtă în „Echinox” (1988). Publică studii și eseuri, cronici literare și dramatice în revistele „Echinox”, „Tribuna”, „Apostrof”, „România literară”, „Semnal teatral”, „Viața românească”, „Contemporanul-Ideea europeană”, „Observator cultural”, „Steaua”, „Vatra”, „Transylvanian Review”, „aLtitudini”, „Euresis”, „Synergies Roumanie”, „Journal for the Study of Religions and Ideologies”, „Studia Universitatis Babeș-Bolyai” Dramatica și Philologia,  „Dacoromania litteraria”, „Caietele Sextil Pușcariu”, „Ekphrasis”, „Caietele Echinox”, „Dialogues francophones”, „Alternatives théâtrales” (Bruxelles), „RiCOGNIZIONI. Rivista di lingue, letterature e culture moderne” (Torino) ș.a., precum și în volume colective din țară și străinătate. Publică, de asemenea, proză scurtă în „Echinox” și „Contrapunct”. Semnează cu numele Laura Francisca Pavel volume de poezii.

## Lucrări publicate

### Volume
- Antimemoriile lui Grobei. Eseu monografic despre opera lui Nicolae Breban, București, Ed. Didactică și Pedagogică, 1997, 166 p. ISBN 973-30-3084-8[1]
- Ionesco. Anti-lumea unui sceptic, Pitești, Ed. Paralela 45, 2002, 316 p. ISBN 973-593-686-0[2]
- Ficțiune și teatralitate, Cluj, Ed. Limes, 2003, 176 p. ISBN 973-7907-59-0
- Antimemoriile lui Grobei. Eseu monografic despre opera lui Nicolae Breban, ediția a II-a revăzută și adăugită, București, Ed. Fundației Culturale Ideea Europeană, 2004, 202 p. ISBN 973-86721-3-9
- Dumitru Țepeneag și canonul literaturii alternative, Cluj, Casa Cărții de Știință, 2007, 180 p. ISBN 978-973-133-136-5
- Dumitru Tsepeneag and the Canon of Alternative Literature, translated by Alistair Ian Blyth, Champaign & Dublin & London, Dalkey Archive Press, 2011, 214 p. ISBN 10 1-56478-639-0
- Teatru și identitate. Interpretări pe scena interioară / Theatre and Identity. Interpretations on the Inner Stage, Cluj, Casa Cărții de Știință, 2012, 230 p. ISBN 978-606-17-0210-7
- Ionesco. L’antimondo di uno scettico, traduzione di Maria Luisa Lombardo, Roma, Aracne editrice, 2016, 316 p. ISBN 978-88-548-9310-8
- Personaje ale teoriei, ființe ale ficțiunii, Iași, Institutul European, 2021, 338 p. ISBN 978-606-24-0309-6[3]
- Trucuri urbane (versuri), OMG Publishing House, 2022, 100 p. ISBN  978-606-95257-7-7
- Ionesco. Antilumea unui sceptic, ediție revăzută și adăugită, Cluj, Ed. Școala Ardeleană, 2022, 350 p. ISBN 978-606-797-945-9
- Acțiuni și protocoale (versuri), OMG Publishing House, 2023, 145 p. ISBN 978-630-6589-01-2
- Scénarios urbains (poèmes), traduit du roumain par Gabrielle Danoux, Nîmes, NomBre éditions, 2024.
- Zona de surescitare (versuri), Ed. OMG, 2024, 109 p. ISBN 978-130-6589-15-9.

### Prefețe. Ediții
- Nicolae Breban, Bunavestire, ediția a IV-a, prefață, tabel cronologic și referințe critice, Pitești, Ed. Paralela 45, 2002.
- Sorin Crișan, Jocul nebunilor, prefață, Cluj, Ed. Dacia, 2003.
- Dumitru Țepeneag, La belle Roumaine, ediția a II-a, revăzută, prefață, București, Ed. Art, 2007.
- Nicolae Breban, Bunavestire, ediția a V-a definitivă, cronologie și referințe critice, vol. I-II, București, Jurnalul Național & Ed. Curtea Veche, „Biblioteca pentru toți”, 2011.

### Traduceri
- Melanie Klein, Iubire, vinovăție, reparație (traducere din limba engleză, în colaborare), Binghamton & Cluj, Ed. S. Freud, 1994.
- Evelyn Underhill, Mistica (traducere din limba engleză), Cluj, Ed. „Biblioteca Apostrof”, 1995.

### Volume colective (coautor)
- Dicționar analitic de opere literare românești, coordonator Ion Pop, vol. I-IV (1998-2003); ediție definitivă, Cluj, Casa Cărții de Știință, 2007.
- Ionesco după Ionesco / Ionesco après Ionesco, Cluj, Casa Cărții de Știință, 2000.
- Dumitru Tsepeneag. Les Métamorphoses d’un créateur: écrivain, théoricien, traducteur (Les actes du colloque organisé les 14-15 avril 2006), Timișoara, Editura Universității de Vest, 2006.
- T(z)ara noastră. Stereotipii și prejudecăți, București, Institutul Cultural Român, 2006.
- Spiritul critic la Cercul Literar de la Sibiu, Cluj, Ed. Accent, 2009.
- Poetica dell’immaginario. Imago 2, coordonator Gisèle Vanhese, Arcavacata di Rende (Cosenza), Centro Editoriale e Librario dell’Università della Calabria, 2010.
- Multiculturalismo e multilinguismo / Multiculturalisme et multilinguisme, a cura di Gisèle Vanhese, Quaderni del Dipartimento di Linguistica. Università della Calabria, 25, 2010.
- Antologia prozei scurte transilvane actuale, Cluj, Ed. Limes, 2010.
- Dicționarul cronologic al romanului românesc. 1990-2000, București, Editura Academiei Române, 2011.
- Dicționarul general al literaturii române, A–B. Ediția a II-a revizuită, adăugită și adusă la zi, București, Editura Muzeul Literaturii Române, 2016.
- Dicționarul general al literaturii române, C. Ediția a II-a revizuită, adăugită și adusă la zi, București, Editura Muzeul Literaturii Române, 2016.
- Dicționarul cronologic al romanului tradus în România. 1990‒2000, Cluj-Napoca, Institutul de Lingvistică și Istorie Literară „Sextil Pușcariu”, 2017.
- Dicționarul general al literaturii române, D–G. Ediția a II-a revizuită, adăugită și adusă la zi, București, Editura Muzeul Literaturii Române, 2017.
- Dicționarul general al literaturii române, H–L. Ediția a II-a revizuită, adăugită și adusă la zi, București, Editura Muzeul Literaturii Române, 2017.
- Victor Man: Luminary Petals on a Wet, Black Bow , New York, Sternberg Press, 2017.
- Dicționarul general al literaturii române, M–O. Ediția a II-a revizuită, adăugită și adusă la zi, București, Editura Muzeul Literaturii Române, 2019.
- Enciclopedia imaginariilor din România, coordonator general Corin Braga, vol. V, Imaginar și patrimoniu artistic, volum coordonat de Liviu Malița, Iași, Polirom, 2020.
- Dicționarul cronologic al romanului românesc de la origini până în 2000, vol. I–II, ediție revizuită și adăugită, Cluj-Napoca, Presa Universitară Clujeană, 2023.

## Afilieri
- Membră a Uniunii Scriitorilor din România
- Membră în Conseil International d’Études Francophones (CIEF)
- Membră a Asociației de Literatură Generală și Comparată din România (ALGCR)
- Membră în colegiul de redacție al revistei „Studia Universitatis Babeș-Bolyai“, seria Dramatica
- Membră a Centrului de Cercetări Literare și Enciclopedice

## Premii
- Premiul pentru debut la Salonul Național de Carte (1997)
- Premiul „Henri Jacquier” al Centrului Cultural Francez din Cluj (2002)
- Premiul Universității Babeș-Bolyai din Cluj (2002)
- Premiul „Cartea anului ‒ Critică și istorie literară” al Filialei din Cluj a Uniunii Scriitorilor din România (2007)
- Premiul Comenius al Universității Babeș-Bolyai (2008, 2010)
- Premiul pentru reprezentativitate al Universității Babeș-Bolyai (2009)
- Premiul de excelență în cercetarea științifică al Universității Babeș-Bolyai (2018)
- Nominalizată la Premiile „Observator cultural”, secțiunea critică literară, ediția 2022
- Nominalizată la Premiile „Sofia Nădejde” pentru poezie (2022)
- Premiul „Tudor Vianu” ‒ pentru teoria literaturii și a culturii al Muzeului Național al Literaturii Române (2022)
- Premiul pentru Cartea de poezie la Festivalul Național „George Bacovia” (2023)
- Premiul Cartea de poezie a anului 2022, categoria debut, acordat de ARCCA (Asociația Română a Creatorilor Culturali și Artiștilor), pentru volumul Trucuri urbane (OMG Publishing, 2022)